# Stanley Henig
Pour les articles homonymes, voir Henig.
Stanley Henig (né le 7 juillet 1939) est un universitaire britannique et homme politique du parti travailliste. Il est vice-chancelier de l'Université de Lancaster de 2006 à 2011.

## Biographie
Stanley Henig est né le 7 juillet 1939 à Leicester, fils de l'homme politique et homme d'affaires Mark Henig, maire de Leicester et premier président de l'Office du tourisme anglais. Il fait ses études à la Wyggeston Grammar School for Boys et au Corpus Christi College d'Oxford.
Politologue universitaire, il est l'un des fondateurs du Département de politique de l'Université de Lancaster en 1964. Il enseigne ensuite à l'Université de Warwick, au Civil Service College et à l'Université du Central Lancashire où il est chef du Département de politique et d'études européennes.
Aux élections générales de 1966, Henig est élu à la Chambre des communes comme député de Lancaster. Cependant, il perd son siège aux élections générales de 1970 au profit de la candidate du Parti conservateur, Elaine Kellett-Bowman, et ne s'est pas présenté à nouveau. Il se lance dans la politique locale et, dans les années 1990, il dirige le conseil municipal de Lancaster .
Il est chef du conseil au moment du scandale de Blobbygate et a par la suite est battu par les Verts aux élections du conseil de 1999, bien qu'un rapport ultérieur du vérificateur du district ait exonéré les conseillers de l'accusation de mauvaise administration.

## Vie privée
Son ancienne épouse Ruth Henig, est une historienne à la retraite et qui est également membre de longue date du Conseil du comté de Lancashire. Elle se présente sans succès en tant que candidate travailliste pour Lancaster aux élections générales de 1992 et est faite pair à vie en 2004.
Ils se marient en 1966, mais divorcent en 1993, après avoir eu deux fils, dont l'un est le pséphologue Simon Henig, qui a récemment suivi les traces de son père en devenant chef du conseil du comté de Durham, contrôlé par les travaillistes.